# Чајлане
Чајлане (мкд. Чајлане) су насеље у Северној Македонији, у северном делу државе. Чајлане припадају градској општини Сарај града Скопља. 

## Географија
Чајлане су смештене у северном делу Северне Македоније. Од најближег већег града, Скопља, насеље је удаљено 20 km западно.
Насеље Чајлане је у историјској области Дервент, у долини реке Суводолице. Северно од насеља издиже се планина Жеден, а јужно Сува гора. Надморска висина насеља је приближно 490 метара.
Месна клима је континентална.

## Становништво
Чајлане су према последњем попису из 2002. године имале 580 становника.
Претежно становништво у насељу су Албанци (99%).
Већинска вероисповест је ислам.